# Ove Thomsen
Ove Thomas Thomsen (6. januar 1801 – 21. marts 1862) var en dansk bladredaktør, politiker og postmester.
Ove Thomsen blev født i Aarhus som søn af rådstuebud Nicolai Thomsen (død 1805). Han blev 1820 student og var 1821-28 amanuensis på Københavns Universitetsbibliotek, desuden redaktør af Nyt Aftenblad 1826 og medredaktør (sammen med Andreas Peter Liunge) først af Kjøbenhavnsposten 1827 og derefter af Dagen 1827-34 samt skrev flittig i begge disse blade; udgav endelig et underholdende månedsskrift, Valkyrjen, 1831-33 (9 bind).
I november 1834 forlod han København og drog til Odense, hvor han i 1 ½ år var redaktør af Hempels avis (nuværende Fyens Stiftstidende) og 1836-47 udgiver af Fyns Avis, som vandt et vist navn under hans ledelse. Han valgtes 1838 til borgerrepræsentant og var 1839-45 Borgerrepræsentationens formand og derefter borgerlig rådmand. 1844 tog han som suppleant sæde i Roskilde Stænderforsamling og stillede her forslag om at fritage skolelærerne for den pligt at besørge præsternes embedsbreve, hvad dog først vedtoges 1851.
Han blev 1849 postmester i Assens og valgtes samme år i Assenskredsen til Folketinget, hvor han dog ikke spillede nogen videre rolle. I maj 1853 blev han valgt igen som ministeriel kandidat i Odense Amts 7. kreds (Verninge), men gik året efter over til oppositionen og måtte derfor i august opgive sit valgbrev i følge et pålæg af finansminister W.C.E. Sponneck. (I 1854 afskedigede ministeriet alle de embedsmænd, der repræsenterede oppositionen i Folketinget).
Han havde 31. oktober 1829 ægtet Johanne Elisabeth (Eliza) Beyer (født 14. juni 1807 død 23. september 1873), som 1827-35 var skuespillerinde ved Det Kongelige Teater. Deres datter Amanda Flora Mathilde Thomsen (født 9. december 1835 død 25. juni 1900) var også skuespillerinde ved det Kongelige Teater, 1857-60, og ægtede 1865 oberst Morten Edvard Fallesen.